# Диамандис, Марина
Мари́на Ламбри́ни Диама́ндис (англ. Marina Lambrini Diamandis, греч. Μαρίνα-Λαμπρινή Διαμαντή), известная под мононимом Marina (ранее была известна как Marina and the Diamonds, c англ. Марина и бриллианты; род. 10 октября 1985) — британская певица и композитор греко-валлийского происхождения. Диамандис описала себя как «инди-артистку с поп-целями».

## Биография
Марина Ламбрини Диамандис родилась в городе Бринмаур в Уэльсе, в семье грека и валлийки, и выросла в Абергавенни вместе с родителями и старшей сестрой Лафиной. Училась в Haberdashers’ Monmouth School для девочек, где прогуливала уроки хора, однако её учительнице по музыке удалось убедить девочку в том, что у неё может что-то получиться. После развода родителей, в возрасте шестнадцати лет Марина переехала с отцом в Грецию, где поступила в школу Святой Екатерины при посольстве Великобритании. Спустя два года Марина вернулась в Уэльс.

### Начало музыкальной карьеры
В возрасте восемнадцати лет Марина переехала в Лондон, где она училась в школе танцев 2 месяца. После этого, в 2005 году она один год ходила на курс пения в Tech Music Schools. Диамандис поступила на музыкальный факультет в Университете Восточного Лондона, затем перешла на втором году обучения в Миддлсекский университет, но позже ушла из него. Она ходила на прослушивание в The West End Musical и The Lion King. Диамандис призналась, что прослушивалась для регги-группы, где в состав должны входить только парни, на Virgin Records в 2005 году, чтобы попытаться попасть в музыкальный бизнес. Она сказала, что это «бред с драйвом» и, в конечном счёте, решила нарядиться в мужскую одежду, чтобы попытаться развлечь лейбл и, в конце концов, подписать её, но это было неудачно. Тем не менее, лейбл, звал её обратно неделей позже. Диамандис — синестетик, то есть видит музыкальные ноты и дни недели в разных цветах.

В 2005 году Диамандис придумала псевдоним Marina and the Diamonds. Ранние демозаписи были скомпозированы и спродюсированы самой Мариной с помощью программы GarageBand. В 2007 году Марина выпустила дебютный мини-альбом Mermaid vs. Sailor посредством страницы Марины на Myspace. В целом было продано 70 копий. В январе 2008 года Диамандис была впервые обнаружена Дереком Дэвисом, который работал в Neon Gold Records. Дэвис пригласил Марину поддержать в туре австралийского исполнителя Готье. Позже в октябре 2008 года лейбл 679 Recordings заключил с Мариной контракт. Дебютный сингл Диамандис состоял из 2-х песен: «Obsessions» и «Mowgli’s Road». Он был издан под руководством Neon Gold Records в США 19 ноября 2008 года. Вторым синглом, который вышел 1 июня 2009 года, была выбрана песня «I Am Not a Robot».

### 2010—2011:The Family Jewels
Дебютный альбом певицы Marina & the Diamonds под названием The Family Jewels был выпущен 22 февраля 2010 года. Он занял пятую строчку в UK Albums Chart и был удостоен серебра в Великобритании ещё за несколько дней до выхода. Сингл «Mowgli’s Road» был выпущен 13 ноября 2009 года как главная песня альбома. Однако, песня «Hollywood» была выпущена 1 февраля 2010 как первый основной сингл альбома. Переиздание песни «I Am Not a Robot» 26 апреля 2010 года стало третьим синглом альбома. Марина сказала, что она решила переиздать эту песню потому, что «похоже, люди проникаются этой песней и соотносят себя с лирикой, вне зависимости от пола и возраста».
Песня «Oh No!» стала четвёртым синглом 2 августа 2010 года. А песня «Shampain» стала пятым синглом 11 октября 2010 года. Марина отправилась в свой первый тур 14 февраля 2010 года, состоящий из 70-ти дат выступлений на территории Соединённого Королевства, Ирландии, Европы, США и Канады.
В начале 2010 года Марина сотрудничала с продюсером Бенни Блэнко и гитаристом Дэйвом Сайтеком в Лос-Анджелесе, работая над новым материалом, который она описывала как «по-настоящему великолепная возможность для меня, как для человека, который пишет песни. Мы вместе такая странная тройка — комбинация супер попа и настоящего инди».

В марте 2010 года Atlantic Records записали Marina and the Diamonds в Chop Shop Records в США. До выхода американского варианта альбома 25 мая 2010 года, Марина выпустила мини-альбом The American Jewels, специально для США 23 мая 2010 года. Марина дебютировала в Северной Америке 14 марта 2010 года с несколькими выступлениями. Marina and the Diamonds была номинирована на выбор критиков на BRIT Awards в 2010 году, а также была пятой в списке «10 артистов, на которых стоит посмотреть в 2010 году» (Ten Artists to Watch in 2010) в марте 2010 года. Певица также выиграла награду в Best UK & Ireland Act на MTV EMA Awards 2010, её отнесли в категорию «Лучшее европейское выступление», хотя она не попала в группу пяти номинантов.

### 2011—2013:Electra Heart
В январе 2011 года Марина заявила, что альбом будет о женской сексуальности и феминизме. В том же месяце было объявлено, что Марина будет выступать на разогреве у Кэти Перри. В начале 2011 года демоверсии некоторых треков просочились в интернет. Диамандис записала альбом с продюсерами: Guy Sigsworth, Labrinth, Greg Kurstin, Diplo, Dr. Luke, Stargate и Liam Howe.
В августе вышло видео «Part 1: Fear and Loathing» на промосингл «Fear and Loathing». 22 августа вышло видео на первый сингл «Radioactive». Сингл провалился в чартах, поэтому эту песню сделали промосинглом, а первым синглом стала песня «Primadonna». Сингл «How to Be a Heartbreaker» провалился в американских чартах из-за частого переноса премьеры песни. Официальный выход альбома Electra Heart состоялся 27 апреля 2012 года. 8 августа 2013 года Марина выпустила последнюю одноимённую песню из альбома «Electra Heart» и загрузила клип на свой YouTube-канал, тем самым закрыв эру альбома.

### 2014—2016:FROOT
10 октября 2014 года выходит одноимённая композиция с будущего альбома — «Froot», которая изначально предполагалась лид-синглом из нового альбома, однако, позже это было опровергнуто. В ноябре на композицию выходит видеоклип. В декабре для слушателей становится доступен следующий сингл с грядущего альбома — композиция «Happy».
1 января 2015 года выходит композиция «Immortal» и видеоклип в её поддержку, 2 февраля — первый официальный сингл «I’m a Ruin» и видеоклип в его поддержку. 12 февраля 2015 года альбом полностью попадает в сеть в результате слива. Официальная мировая премьера альбома происходит 16 марта 2015 года.

### 2016—2019: смена сценического имени иLove + Fear
В июне 2016 года, в интервью телеканала Fuse Марина сказала, что начала сочинять материал для своих будущих песен. Спустя четыре месяца, в своём Твиттере она сообщила о том, что была в студии и работала над своим новым материалом. В декабре электронная группа Clean Bandit подтвердила, что песня «Disconnect», которую они исполнили совместно с Диамандис на фестивале «Коачелла» 2015 года, наконец-то, выйдет на их новом альбоме; она была выпущена в виде сингла в июне 2017 года, и была вновь исполнена Мариной вместе с ними на Фестивале Гластонбери в 2017 году. 20 сентября 2017 года Марина открыла свой новый сайт 'Marinabook', где размещаются темы, посвящённые музыке, искусству и различным персонам. В августе 2018 года Диамандис подтвердила, что её четвёртый альбом будет выпущен под названием «Marina», опустив «and the Diamonds» с её сценического имени. Она пояснила: «У меня заняло год с лишним осознать, что значительная часть моего „я“ (моей индивидуальности) завязана на меня как артиста… и осталось не так много от того, чем была я сама». В ноябре 2018 года была выпущена новая совместно с Clean Bandit и пуэрто-риканским певцом Луисом Фонси песня «Baby», достигшая 15 места в Великобритании. 11 декабря 2018 года Диамандис выступила вместе Clean Bandit с песней «Baby» на Royal Variety Performance. 31 января 2019 года Диамандис в своём Instagram рекламировала новый альбом, разместив постер с надписью «8 Days» (рус. 8 дней). Спустя день она в интервью заявила, что новый альбом выйдет где-то в начале 2019 года. 6 февраля стало известно, что синглом с альбома станет песня «Handmade Heaven». Его релиз состоялся 8 февраля. 14 февраля было сообщено, что предстоящий двойной альбом, включающий 16 композиций, выйдет 26 апреля 2019 года под названием Love + Fear. Также было сообщено расписание тура в поддержку альбома. 26 апреля вышел новый альбом.
29 апреля 2019 года Диамандис начинает турне Love + Fear tour с шестью концертами по Великобритании, включая аншлаговые выступления в Лондоне и Манчестере.

### 2020 — 2024:Ancient Dreams in a Modern Land
16 января 2020 года Диамандис опубликовала в Instagram две фотографии с подписью «Пишу песни в Париже». 24 января 2020 года она разместила в Instagram фотографию с подписью «Альбом 5». 7 февраля 2020 года Диамандис выпустила сингл «About Love» из саундтрека к фильму «Всем парням: P.S. Я люблю тебя». 14 февраля 2020 года она объявила о своём предстоящем апрельском туре The Inbetweenie Tour. Однако 16 марта 2020 года она объявила, что этот тур будет отменён из-за пандемии COVID-19.
8 марта 2020 года она опубликовала отрывок из новой песни под названием «Man’s World» в Instagram. Песня была выпущена 18 ноября 2020 года. Сингл дебютировал на 99-й позиции в официальном чарте продаж синглов в Великобритании.
12 апреля 2021 года Диамандис объявила о выпуске нового сингла «Purge the Poison» вместе с веб-сайтом и списком рассылки, который будет сопровождать его. Позже в тот же день её веб-команда случайно загрузила музыкальное видео на YouTube, что привело к ранней утечке песни и музыкального видео. Диамандис опубликовала обложку сингла и назвала датой релиза 14 апреля вскоре после этого. Релиз Ancient Dreams in a Modern Land состоялся 11 июня 2021 года. Альбом был хорошо принят критиками. Пятый сингл альбома, «Happy Loner», был выпущен 3 декабря 2021 года, чтобы совпасть с делюкс-версией альбома, которая вышла 7 января 2022 года.
1 октября 2021 года Марина объявила на Instagram, что начала работу над своим шестым студийным альбомом.
27 апреля 2022 года Марина объявила, что Electra Heart получит расширенную версию под названием Electra Heart: The Platinum Blonde Edition. Альбом был выпущен 29 апреля 2022 года, а виниловый релиз последовал 23 сентября 2022 года.

### 2025 — настоящее:Princess of Power
21 февраля 2025 года в поддержку шестого студийного альбома Марины вышли сингл и клип «BUTTERFLY». Ровно через месяц, 21 марта, вышел сингл «CUPID'S GIRL». 10 апреля 2025 состоялся релиз следующего сингла, «CUNTISSIMO», а также был официально анонсирован альбом под названием Princess of Power, дата выхода которого была назначена на 6 июня 2025 года.

## Дискография

### Студийные альбомы
- The Family Jewels (2010)
- Electra Heart (2012)
- Froot (2015)
- Love + Fear (2019)
- Ancient Dreams in a Modern Land (2021)
- Princess of Power (2025)

### Мини-альбомы
- Mermaid vs. Sailor (2007)
- The Crown Jewels (2009)
- The American Jewels (2010)
- Love + Fear (Acoustic) (2019)

## Видеоклипы
| Название                            | Год  | Режиссёр                    |
| ----------------------------------- | ---- | --------------------------- |
| «Seventeen»                         | 2008 | Крис Льюис                  |
| «Obsessions»                        | 2008 | Тим Браун                   |
| «I Am Not a Robot»                  | 2009 | Ранкин и Крис Коттэм        |
| «Mowgli’s Road»                     | 2009 | Крис Суини                  |
| «Hollywood»                         | 2009 | Кинга Бурза                 |
| «Hollywood» (feat. Chilly Gonzales) | 2010 | Кинга Бурза                 |
| «I Am Not a Robot» (L.A. Version)   | 2010 | Ранкин и Крис Коттэм        |
| «Oh No!»                            | 2010 | Кинга Бурза                 |
| «Shampain»                          | 2010 | Ким Гериг                   |
| «Fear and Loathing»                 | 2011 | Каспер Балслев              |
| «Radioactive»                       | 2011 | Каспер Балслев              |
| «Primadonna»                        | 2012 | Каспер Балслев              |
| «Power & Control»                   | 2012 | Каспер Балслев              |
| «How to Be a Heartbreaker»          | 2012 | Марк Хоукер и Ишбел Уитакер |
| «The State of Dreaming»             | 2013 | Томас Найтс                 |
| «Lies»                              | 2013 | Каспер Балслев              |
| «Electra Heart»                     | 2013 | Маргарита Лука              |
| «Froot»                             | 2014 | Чино Мойя                   |
| «Immortal»                          | 2014 | Пол Кэслин                  |
| «I’m a Ruin»                        | 2015 | Маркус Ландквист            |
| «Forget»                            | 2015 | Маркус Ландквист            |
| «Blue»                              | 2015 | Шарлотта Резерфорд          |
| «Baby»                              | 2018 | Clean Bandit                |
| «Handmade Heaven»                   | 2019 | Софи Мюллер                 |
| «Orange Trees»                      | 2019 | Софи Мюллер                 |
| «To Be Human»                       | 2019 |                             |

## Туры
В качестве хедлайнера
- The Family Jewels Tour (2010—2011)
- The Lonely Hearts Club Tour (2012—2013)
- Neon Nature Tour (2015—2016)
- Love + Fear Tour (2019)
- Ancient Dreams in a Modern Land Tour(2022)

На разогреве
- Кэти Перри — California Dreams Tour (2011)
- Coldplay — Mylo Xyloto Tour (2011—12)